# Kalush (grupo musical)
Kalush (estilizado como KALUSH) es un grupo de rap ucraniano formado en 2019. La banda está formada por el fundador y rapero Oleh Psiuk, el multiinstrumentista Ihor Didenchuk y disc-jockey MC Kilimmen. Didenchuk también es miembro de la banda de electro-folk Go_A. El grupo representó a Ucrania y logró el triunfo en el Festival de la Canción de Eurovisión 2022 con la canción "Stefania" bajo el nombre de su proyecto folclórico Kalush Orchestra.

## Historia
Kalush se formó en 2019 y lleva el nombre de la ciudad natal de Psiuk, Kalush, situada en el Óblast de Ivano-Frankivsk. El primer vídeo musical de la banda para la canción "Ne marynui" (Не маринуй) fue lanzado en su canal oficial de YouTube el 17 de octubre de 2019. Su director, Delta Arthur, es el director de muchos de los vídeos de la rapera ucraniana Alyona Alyona. Este fue filmado en las calles de Kalush, y en la víspera de su lanzamiento, Alyona Alyona lo anunció en su cuenta de Instagram.
Después del lanzamiento de su segundo videoclip "Ty honysh" (Ти гониш) en noviembre de 2019, Kalush firmó un acuerdo con el sello estadounidense de hip-hop Def Jam Recordings. El 19 de febrero de 2021, fue lanzado el álbum debut de la banda, Hotin. El 23 de julio de 2021, Kalush junto con el rapero Skofka, lanzaron su segundo álbum titulado Yo-yo (Йо-йо).

### Kalush Orchestra
En 2021, Kalush anunció el lanzamiento de un proyecto paralelo, Kalush Orchestra. A diferencia de la banda principal, Kalush Orchestra se enfoca en el rap con motivos folclóricos y música tradicional ucraniana. Para ello, a los miembros principales de Kalush se unieron los multiinstrumentistas Tymofii Muzychuk y Vitalii Duzhyk.
El 12 de febrero de 2022, Kalush Orchestra compitió por el derecho de representar a Ucrania en el Festival de la Canción de Eurovisión 2022 con la canción "Stefania". En la final de la selección nacional Vidbir, obtuvo el segundo lugar con 14 puntos (seis del jurado y ocho del público). Psiuk creía que debido a las dificultades técnicas que ocurrieron durante el proceso de votación, Alina Pash había sido elegida erróneamente como ganadora. A pesar de quedar en segundo lugar, a la banda se le ofreció la oportunidad de representar a Ucrania después de la retirada de Pash debido a la controversia sobre su viaje a Crimea. El 22 de febrero, Kalush Orchestra aceptó el ofrecimiento. El mismo día, la emisora pública ucraniana Suspilne publicó los resultados oficiales de la votación de Vidbir 2022, confirmando que Pash había sido elegida correctamente como ganadora, contrariamente a las afirmaciones de Psiuk.

## Discografía

### Álbumes
| Título        | Detalles |
| ------------- | --- |
| Hotin         | - Lanzamiento: 19 de febrero de 2021 - Discográfica: Def Jam Recordings - Formato: CD, LP, descarga digital |
| Yo-yo (Йо-йо) | - Lanzamiento: 23 de julio de 2021 - Disográfica: Def Jam Recordings - Formato: CD, LP, descarga digital    |